# Mineralni Bani
Mineralni Bani (in bulgaro Минерални бани?) è un comune bulgaro situato nel distretto di Haskovo di 7 726 abitanti (dati 2009). La sede comunale è nella località omonima

## Località
Il comune è formato dall'insieme delle seguenti località:
- Mineralni Bani (sede comunale)
- Angel Vojvoda
- Bojan Botevo
- Brjastovo
- Karamanci
- Kolec
- Sirakovo
- Sărnica
- Spahievo
- Susam
- Tatarevo
- Vinevo